# Cherilo (tragico)
Cherilo (in greco Χοιρίλος; VI secolo a.C. – V secolo a.C.) è stato un drammaturgo greco antico.

## Biografia
Di lui si hanno scarse notizie. Fu attivo tra il VI e il V secolo a.C.; la sua prima rappresentazione risale alla 64ª Olimpiade, ossia a un anno tra il 523 a.C. e il 520 a.C. Partecipò ad un agone tragico con Eschilo e Pratina durante la 70ª Olimpiade (tra il 499 a.C. e il 496 a.C.). Si tratta del più antico agone tragico sul quale ci sono giunte notizie: è ricordato per il crollo delle impalcature che ospitavano gli spettatori.
L'anonima Vita di Sofocle menziona anche un agone nel quale il tragico sarebbe stato in competizione con Sofocle, ma si tratta di un evento cronologicamente improbabile se non impossibile.

## Opere
Secondo il lessico Suda Cherilo avrebbe scritto centosessanta drammi e riportato tredici vittorie; avrebbe inoltre apportato innovazioni nel campo delle maschere e dei costumi di scena. Conosciamo un solo titolo, trasmesso da Pausania, Alope, opera nella quale la protagonista, appunto Alope, generava Ippotoonte con il dio Poseidone.
Secondo un verso anonimo Cherilo sarebbe eccelso in particolare nei drammi satireschi. 